# Estación de Tarancón
Tarancón es una estación ferroviaria situada en el municipio español homónimo, en la provincia de Cuenca, comunidad autónoma de Castilla-La Mancha. En la actualidad las instalaciones carecen de servicios ferroviarios de pasajeros y se limitan únicamente a cumplir funciones logísticas.

## Situación ferroviaria
La estación se encuentra en el punto kilométrico 59,3 de la línea férrea 310 de la red ferroviaria española que une Aranjuez con Valencia, entre las estaciones de Santa Cruz de la Zarza y Huelves, a 813 metros de altitud sobre el nivel del mar. El tramo es de vía única y está sin electrificar.

## Historia
La estación fue inaugurada oficialmente el 5 de septiembre de 1885 cuando la compañía MZA se hizo con la concesión de la línea entre Aranjuez y Cuenca comprando los derechos de la misma a la compañía del ferrocarril de Aranjuez a Cuenca, constructora del trazado.
Entre 1937 y 1939, en el contexto de la Guerra Civil, desde esta estación partía el popularmente denominado ferrocarril de los cuarenta días que finalizaba en la estación de Torrejón de Ardoz. Esta nueva línea fue construida por el bando republicano para abastecer Madrid, cuyas comunicaciones ferroviarias habían quedado aisladas por las fuerzas sublevadas, aunque, tras el final de la contienda —en 1940—, quedó prácticamente desmantelada.
En 1941, con la nacionalización de la totalidad de la red ferroviaria española la estación pasó a ser gestionada por RENFE. Desde el 31 de diciembre de 2004 Renfe Operadora explota la línea mientras que Adif es la titular de las instalaciones ferroviarias. Desde el 20 de julio de 2022, la estación no cuenta con servicio de viajeros tras la supresión del servicio que conectaba Aranjuez con Utiel.

## La estación

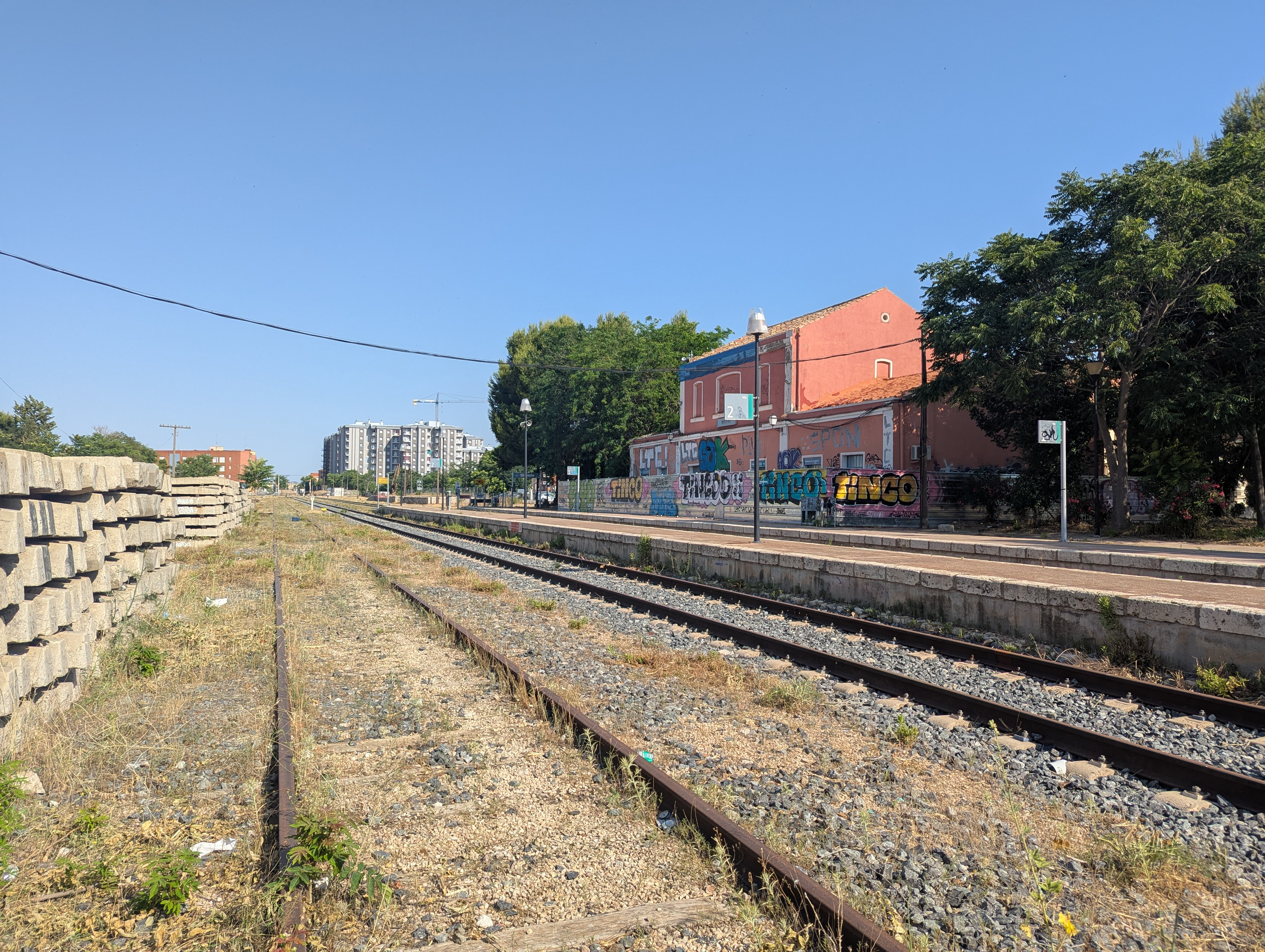
La estación en 2025

El edificio de viajeros es del tipo de tejado a dos aguas. Tiene un cuerpo central de dos alturas, de tres vanos por costado y planta, al que se le han adosado dos anexos más de una sola planta a ambos costados. Cuenta con sala de espera y ventanilla para despacho de billetes. El edificio de viajeros presenta disposición lateral a la vía. El andén lateral presta servicio a la vía principal 1, mientras que el andén central presta servicio a las vías 1 y la derivada 2. Una tercera vía sin señalización (vía derivada 3) no tiene acceso a andenes, haciendo la función de apartado y estacionamiento de trenes. Hasta un total de cinco vías más dan servicio en toperas a un silo cercano y otras instalaciones.